# Булакти (Акмолинська область)
Булакти́ (каз. Бұлақты) — село у складі Астраханського району Акмолинської області Казахстану. Входить до складу Узункольського сільського округу.
Населення — 89 осіб (2021; 139 у 2009, 209 у 1999, 771 у 1989).
Національний склад станом на 1989 рік:
- росіяни — 32 %;
- казахи — 28 %.

У радянські часи село називалось Красногвардійське.